# 張彝 (宣德進士)
張彝（1399年—？），字□則，江西臨江府清江縣人，民籍。明朝政治人物。進士出身。

## 生平
江西鄉試中舉。宣德八年（1433年）癸丑科會試第一百名，殿試登進士第二甲第二十六名。

## 家族
曾祖父張仲友。祖父張□□。父亲張成慶。